# Annessione della contea di Nizza alla Francia
L'annessione della Contea di Nizza alla Francia è il nome generico dato alla riunificazione (questa è l'espressione utilizzata nel trattato) della Contea di Nizza, allora parte del Regno di Sardegna, alla Francia nel 1860.

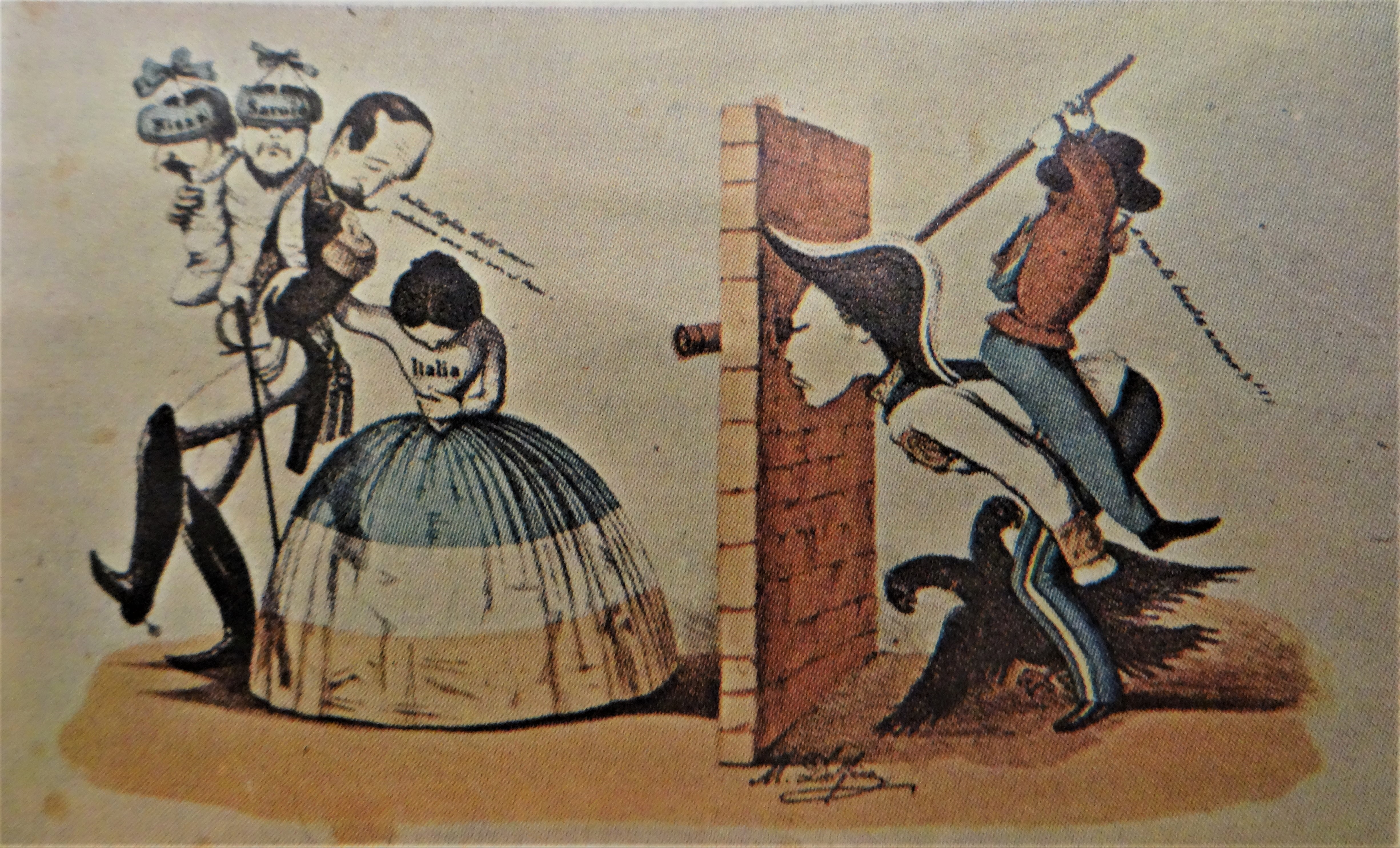
Vignetta satirica apparsa all'indomani della sofferta cessione di Nizza e Savoia alla Francia da parte del Piemonte, a seguito della seconda guerra d'indipendenza italiana italiana (1859)

## Svolgimento

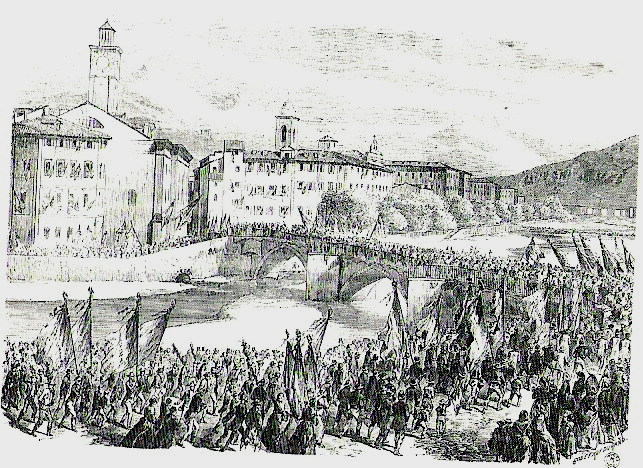
Gli abitanti di Nizza durante lo scrutinio del Plebiscito.

All'origine dell'annessione ci fu soprattutto il desiderio di Napoleone III di Francia di contenere l'Austria, contribuendo a far sì che l'Italia realizzasse la sua unità. Per evitare, tuttavia, di creare uno Stato troppo potente e quindi potenzialmente pericoloso e confinante con la Francia, l'Imperatore francese chiese in cambio del suo aiuto, il Ducato di Savoia e la Contea di Nizza, due importanti aree strategiche.
I principi di questo scambio furono stabiliti nel 1858 durante gli accordi di Plombières, tra Napoleone III e il presidente del Consiglio piemontese Cavour. Dopo la seconda guerra d'indipendenza italiana, il trattato di Torino del 24 marzo 1860 confermò il cambio di sovranità della città di Nizza. La popolazione nizzarda sembrò inizialmente riluttante all'annessione e personalità come Giuseppe Garibaldi e Carlo Laurenti Robaudi erano decisamente contrarie. La stampa locale si divise: i giornali La Gazette de Nice e Il Nizzardo erano contrari all'annessione, mentre l'Avenir de Nice, istituito dal governo francese, era favorevole. Il plebiscito per l'annessione si tenne il 15 e 16 aprile 1860. I Sì (99,4% dei 25933 votanti) prevalsero nettamente sui No (0,6%) e sugli astenuti (15,6%). Questo, secondo diversi autori, fu l'esito di una operazione, compiuta dalle autorità francesi, di controllo dell'informazione e di occupazione delle posizioni cruciali nella contea, al fine di conformare l'esito del voto alle decisioni già prese. In ciò, si avvalsero della complicità delle autorità italiane, che lasciarono la contea in balia dell'esercito francese. Alcune irregolarità nelle operazioni di voto plebiscitarie vennero successivamente riscontrate, come nel caso di Levenzo (o Levens), dove le stesse fonti ufficiali registrarono, a fronte di soli 407 votanti, 481 voti espressi, naturalmente nella quasi totalità favorevoli all'annessione alla Francia.
Un quarto della popolazione di Nizza fu talmente umiliata dal "plebiscito" da decidere di recarsi in esilio volontario in Italia. Precise informazioni sul gran numero di Nizzardi che optarono per la Nazionalità italiana e in particolare per la cittadinanza torinese, fenomeno noto ma sino al 2011 mai documentato analiticamente, sono fornite nel volume Per Torino da Nizza e Savoia pubblicato su fonti conservate nell'Archivio Storico del Comune di Torino (v. bibliografia).  Nonostante l'esodo, quando nel 1871 si tennero le prime elezioni libere nella contea, le liste filo-italiane guidate da Garibaldi ed impegnatesi ad abrogare l'annessione conquistarono ben il 90,2% dei voti (26.534 su 29.428 voti espressi). A Garibaldi, però, contro la legge fu impedito di parlare davanti all'Assemblea Nazionale di Parigi e la sollevazione nizzarda fu repressa dai Francesi nel sangue. Dunque il governo procedette alla francesizzazione forzata della regione ed alla soppressione della cultura locale italiana.
| Territorio      | Data         | Iscritti | Astenuti | Votanti | Favorevoli all'annessione | Contrari all'annessione | Voti nulli |
| --------------- | ------------ | -------- | -------- | ------- | ------------------------- | ----------------------- | ---------- |
| Contea di Nizza | 15/16 aprile | 30 712   | 4 779    | 25 933  | 25 743                    | 160                     | 30         |

La contea di Nizza diventa ufficialmente parte della Francia il 14 giugno 1860. Viene creato ad hoc il dipartimento delle Alpi-Marittime, il 12°.

## Critiche
Anche oggi l'annessione subisce numerose critiche da parte del nazionalismo nizzardo.